# حسین الترکی
حسین الترکی (عربی: حسين التركي؛ زادهٔ ۲۸ مهٔ ۱۹۸۲) یک ورزشکار اهل عربستان سعودی است.
از باشگاه‌هایی که در آن بازی کرده‌است می‌توان به باشگاه فوتبال الاهلی عربستان سعودی اشاره کرد.